# غريس ماهر
غريس ماهر (بالإنجليزية: Grace Maher) (18 أبريل 1999 بأستراليا - ) هي لاعبة كرة قدم أسترالية في مركز الوسط. لعبت مع كانبيرا يونايتد.

## وصلات خارجية
- غريس ماهر على موقع قاعدة بيانات كرة القدم.إي يو (الإنجليزية)
- غريس ماهر على موقع Soccerway.com (الإنجليزية)